# Coalición púrpura
Púrpura es un término común en política para los gobiernos u otras entidades políticas que consisten en partidos que tienen al rojo y al azul como sus colores políticos. Es de particular presencia en dos áreas: en la política de los Países Bajos y Bélgica y en la política de los Estados Unidos.

## Países Bajos y Bélgica

Las partidos "púrpuras" VVD, PvdA y D66 con la adición de GroenLinks

"Púrpura" (en neerlandés: Paars) es el apodo para una coalición de gobierno entre socialdemócratas y liberales, excluyendo a democristianos. Deriva de la combinación del color de los socialdemócratas (rojo) y los liberales (azul).
Tanto los Países Bajos como Bélgica han tenido tales gobiernos. En la política neerlandesa los dos gabinetes del primer ministro Wim Kok (Kok I y Kok II, 1994-2002) estaban compuestos por socialdemócratas (el Partido del Trabajo, PvdA), liberales conservadores (Partido Popular por la Libertad y la Democracia, VVD) y liberales progresistas (Democrats 66).
En la formación del gabinete neerlandés de 2010 se investigaron las posibilidades para una gabinete púrpura adicional (la coalición púrpura original del PvdA, VVD, D66 y la Izquierda Verde).
En la política belga, el término era usado para referirse a los dos gobiernos federales del primer ministro Guy Verhofstadt, desde 1999 a las elecciones generales de 2007. Estos gabinetes consistían en dos partidos socialdemócratas (SP.A y PS) y dos partidos liberales (Liberales y Demócratas Flamencos y el Partido Reformista Liberal, que luego se convirtió en Movimiento Reformador). El primero gobierno también incluía a los partidos verdes Groen y Ecolo.

## Estados Unidos
En los Estados Unidos, un Estado púrpura es aquel donde el apoyo popular al Partido Republicano (rojo) y al Partido Demócrata (azul) es aproximadamente igual; tales estados, en elecciones para Presidente de los Estados Unidos, son llamados "swing states".
Ya que el sistema de votación first-past-the-post generalmente asegura que un partido o el otro tenga mayoría absoluta en la cámara legislativa, las coaliciones entre los dos partidos son naturalmentes raras. Sin embargo, una coalición púrpura entre los demócratas y republicanos disidentes ha controlado el estado de Alaska desde 2006.